# 宝くじは買わない
「宝くじは買わない」（たからくじはかわない）は、RCサクセションのデビューシングル。1970年3月5日発売。発売元は東芝音工。ハ長調。

## 収録曲
作詞：忌野清志郎　作曲：肝沢幅一
1. 宝くじは買わない　'CAUSE I'M FALLIN' IN LOVE
（編曲：RCサクセションとその友達）
ボーカル以外すべてスタジオミュージシャンの演奏に無許可で差し替えられている。
2. どろだらけの海 THE MUDDY SEA
（編曲：RCサクセション）
A面同様、ボーカル以外すべてスタジオミュージシャンの演奏に無許可で差し替えられている。
デビュー前、ヤング720や東芝主催のカレッジ・ポップス・コンサートで歌った。